# سيرجيو بتاتا
سيرجيو بتاتا (بالبولندية: Sérgio Batata)‏ هو لاعب كرة قدم بولندي في مركز الوسط، ولد في 23 مارس 1979 في مونتيس كلاروس في البرازيل. لعب مع بوغون شتشين ودايسكوبوليا غرودجيسك ويلكوبولسكي وليخيا غدانسك ونادي ال كي اس ودز ونادي برازيل دي بيلوتاس ونادي كروزيرو ونادي كوبلنتس وويدزي لودز.